# 법난
법난(法難)은 반불교주의(反佛敎主義) 또는 반불교로도 불리며 불교의 이념이나 신도들의 행동에 반대하는 종교적, 사회적 현상을 말한다. 불교 탄압(Persecution of Buddhists)의 동의어이기도 하다. 멸불(滅佛) · 방법(謗法) · 방불(謗佛) · 왕난(王難) · 파불(破佛) · 폐석(廢釋) · 폐불(廢佛) · 훼법(毀法)이라고도 한다.

## 같이 보기
- 10·27 법난